# Half Moon Crater
Der Half Moon Crater (englisch für Halbmondkrater) ist ein Vulkankrater auf der Hut-Point-Halbinsel im Südwesten der antarktischen Ross-Insel. Er liegt 800 m südwestlich des Castle Rock.
Frank Debenham, Teilnehmer der britischen Terra-Nova-Expedition (1910–1913), benannte ihn im Zuge von 1912 durchgeführten Vermessungen der Halbinsel deskriptiv nach seiner Form.